# 尊純法親王
尊純法親王（1591年12月1日—1653年6月21日），是日本戰國時代的法親王，生父母是應胤入道親王和福正院，同時為後陽成天皇的猶子和伏見宮邦輔親王的養子；他也是天台宗的天台座主和青蓮院的門跡。

## 經歷
慶長三年（1598年）進入天台宗青蓮院為其第48世門跡，慶長九年（1604年）就任權少僧都，後為權大僧都。慶長十二年（1607年）隨良恕法親王接受灌頂，元和元年（1615年）升任大僧正。寬永十七年（1640年）接受親王宣下，法號尊純。正保元年（1644年）擔任第173世天台座主，正保三年（1647年）敘二品，到承應二年（1653年）再次就任天台座主第177世。